# Kahun (Einheit)
Der Kahun, auch  Khahoon, war ein ostindisches Gewichts- und Getreidemaß in der britischen verwalteten Region Kalkutta. 
- 1 Kahun = 1318,17 Kilogramm (= 1354,72 Kilogramm[1])
- 1 Kahun = 2 Candils = 40 Maons
- 1 Kahun = 16 Soalli = 320 Pallies = 1280 Roiks = 5120 Kunkes/Kunkies = 25.600 Chattaks/Tschittaks